# Lago de Alleghe
El lago de Alleghe es un embalse italiano situado en la provincia de Belluno, en la región de los Dolomitas, con límites en los municipios de Alleghe y Rocca Pietore.

## Historia
La presa se formó el 11 de enero de 1771 después de que un deslizamiento de tierras obstruyese el curso del río Cordevole, principal afluente del río Piave y el principal río de Belluno. El deslizamiento afectó a la aldea de Riete y sepultó el caserío de Marin y parte del de Fusine, causando 49 muertos. Estos poblados ya habían dado muestras de su vulnerabilidad con episodios anteriores de desprendimientos peligrosos, si bien nunca se llegó a predecir lo ocurrido. La invasión del agua afectó a los campos del valle, que quedaron totalmente inundados, haciendo desaparecer rápidamente la aldea de Peron que se encontraba al fondo del valle. En las semanas siguientes se inundaron las aldeas de Soracordevole, Sommariva, Costa y Torre, que tuvieron que ser totalmente desalojadas. Pasados dos meses, el nivel del agua se estabilizó y el lago definió su ribera. Sin embargo, en mayo del mismo año, un nuevo derrumbe de tierra y rocas caídos de la montaña se precipitó en el lago y provocó una ola que batió sobre la ribera en Alleghe, destruyendo la casa parroquial, parte de la iglesia y algunas casas que habían resistido a la formación del nuevo lago. En su inicio, la cuenca del lago formado tenía una extensión de 4 km, mayor a la actual, con una profundidad de cerca de 55 metros.